# Ігор Вовковинський

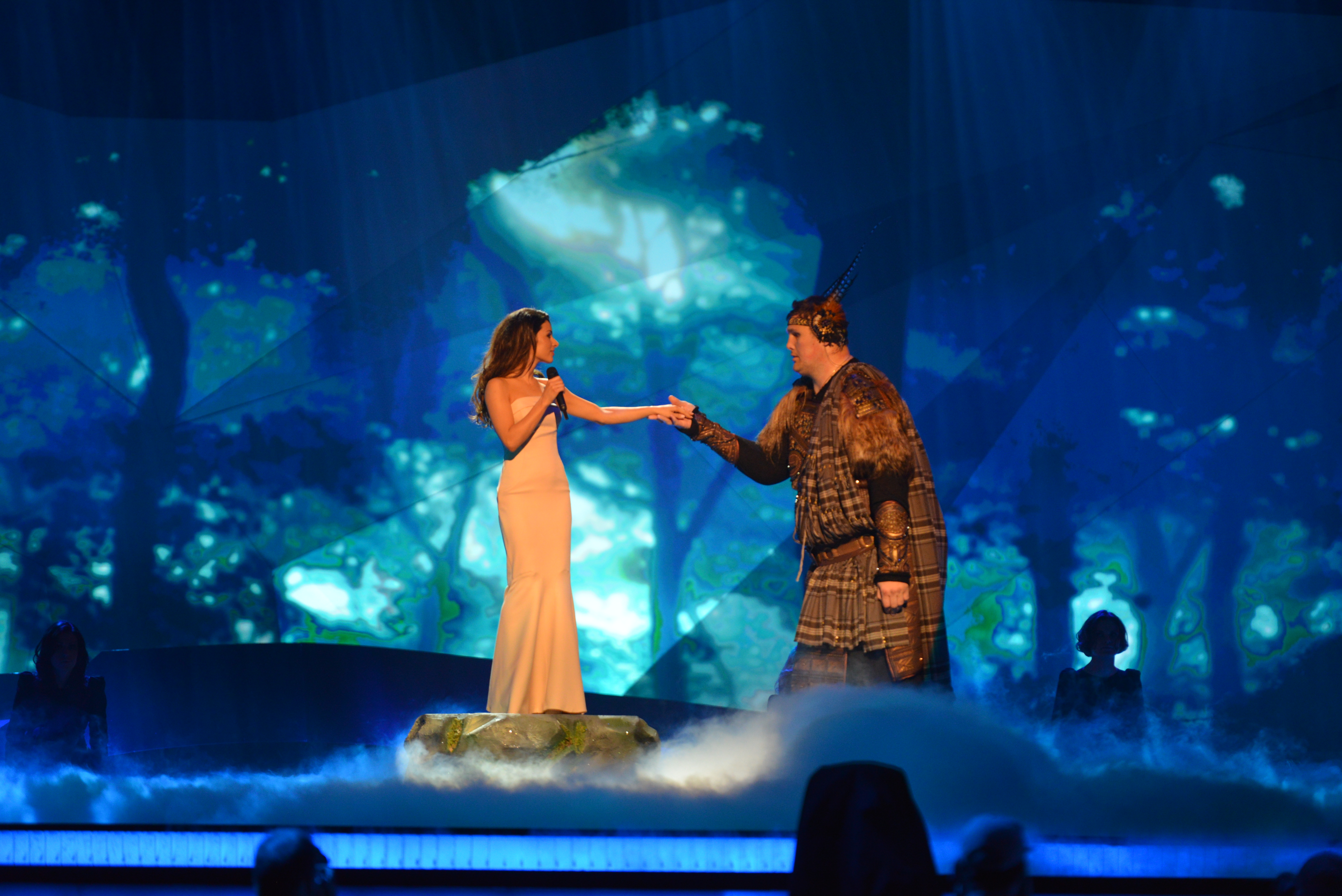

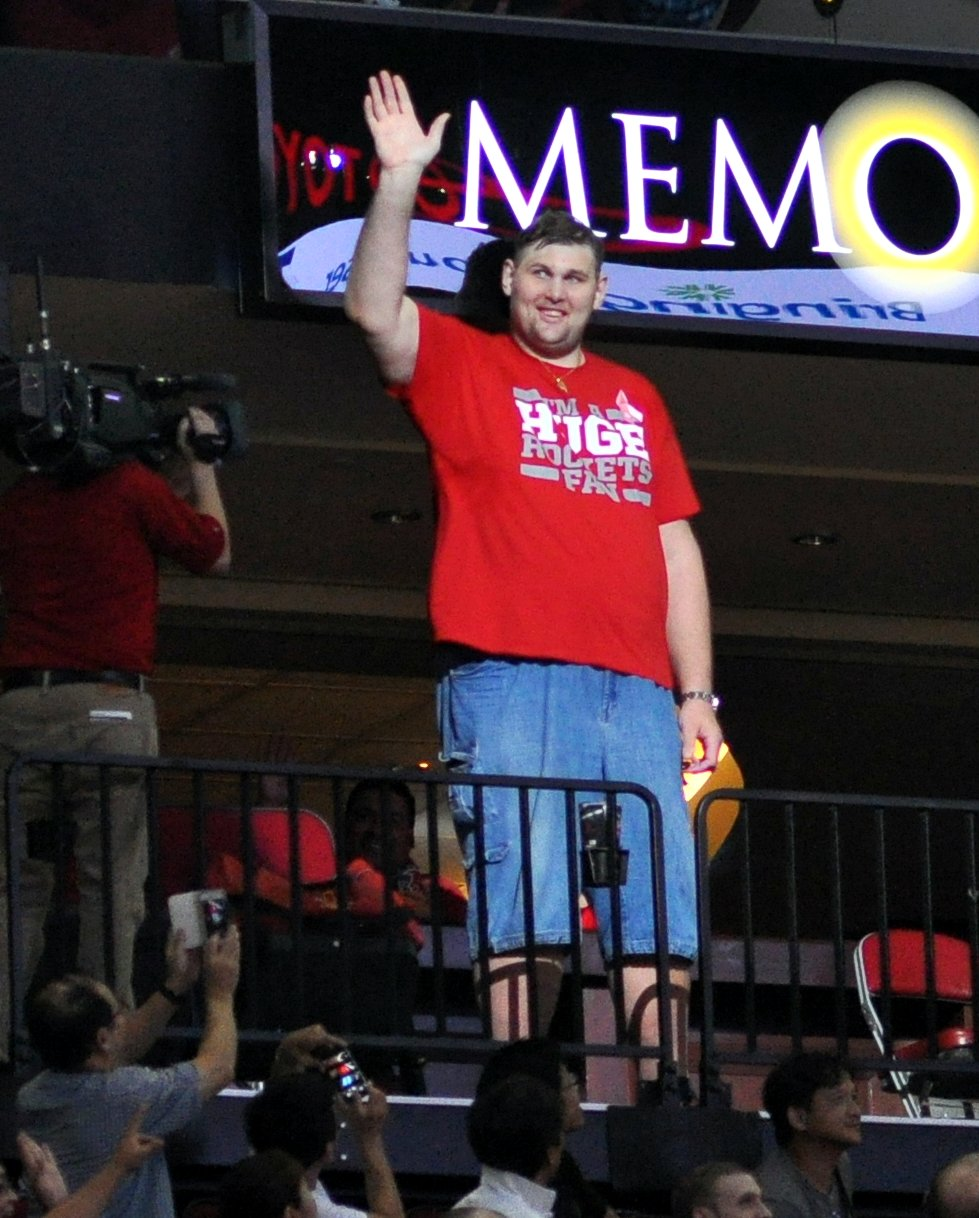

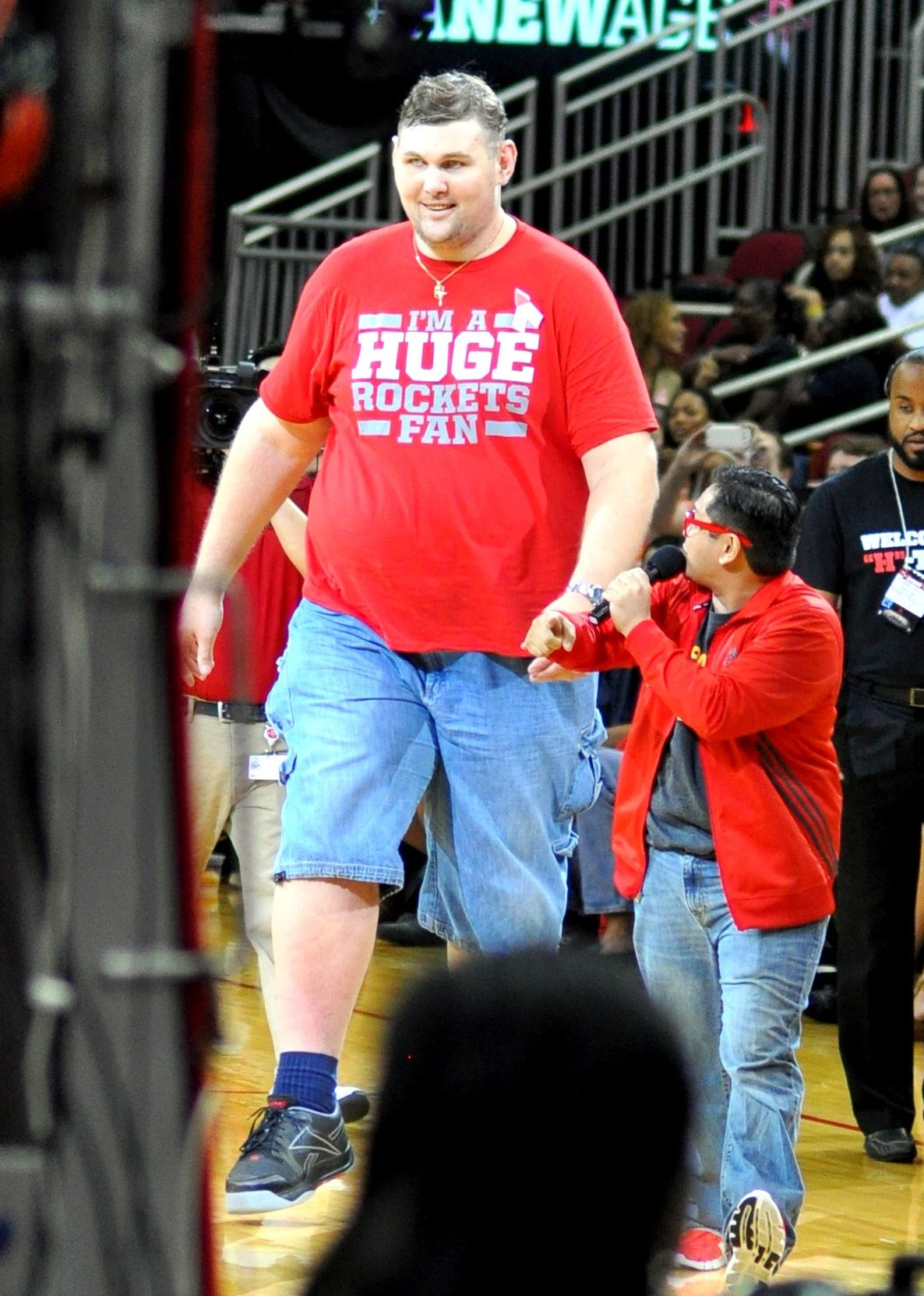
На матчі між «Х'юстон Рокетс» і «Нью-Орлінс Пеліканс» у 2013

Ігор Вовковинський (18 вересня 1982, Бар, Вінницька область, Українська РСР, СРСР — 20 серпня 2021, Ротчестер, Міннесота, США) — американський актор українського походження. Відомий своїм великим зростом — 234,5 сантиметрів. Занесений до Книги рекордів Гіннеса. У 1989 емігрував до США, де і став відомим.

## Життєпис
Народився 18 вересня 1982 в м. Бар на Вінниччині. В перший клас Ігор пішов у школі № 257 Києва (на Виноградарі).
У 1989 році, з мамою Світланою та старшим братом Олегом переїхав до США (місто Рочестер штат Мінесота). Саме там їм вдалося зібрати кошти на операцію та лікування, якого тоді потребував Ігор. На той час він досяг зросту 182 сантиметри й важив більше 90 кілограмів.
У 2010 його було визнано найвищим жителем США.
Свого часу Ігор набув неабиякої популярності, виступивши як «найбільший прихильник» (найбільший — у буквальному сенсі) під час передвиборної кампанії 44-го президента США Барака Обами.
Світова слава прийшла після того, як Ігор виносив Злату Огневич на сцену на конкурсі Євробачення 2013[джерело?].

## Смерть
Помер 20 серпня 2021 року.

## Цікаві факти
Через свою хворобу — гіпофізарний гігантизм мав великі проблеми із взуттям. У 2012 фірма Reebok подарувала йому 3 пари кросівок, кожна по 25 тис. доларів. Кросівки для українця оздобили тризубом та написом «Ігор».

## Фільмографія
- 2007 Усередині незвичайних людей: Наука гігантизм (документальний фільм) — грає самого себе
- 2010 Доктор Оз (ТБ серіал) 2010 (епізод) — грає самого себе
- 2011 Безшлюбний тиждень (Hall Pass)[9] — високий товариш Джонні Хайдевея (англ. Johnny's Hideaway Tall Stud)